# Popis stanovništva u SAD-u 2000.
Popis stanovništva SAD-a 2000. bio je 22. po redu popis stanovništva SAD-u. Kao referentni dan popisa određen je 1. travnja 2000. Popisom je utvrđen broj stanovnika SAD-a od 281,421.906, što je 13,2 % više od 248,709.873 koliko je popisano popisom 1990. godine.
Ovaj 22. savezni popis bio je najveći zahvat američke državne administracije nad civilnim stanovništvom u mirovnim vremenima dotad.
Oko 16% kućanstava popunjavalo je "prošireni obrazac" (long form) koji je sadržavao preko 100 pitanja, a većina je popunjavala "osnovni obrazac" (short form) koji je sadržavao ograničeni skup pitanja. Cjelovita dokumentacija popisa 2000. i kronologija procedure dostupna je na IPUMS-u.
Na ovom je popisu uvedena statistička jedinica tabulacijsko područje ZIP koda.